# 건성유

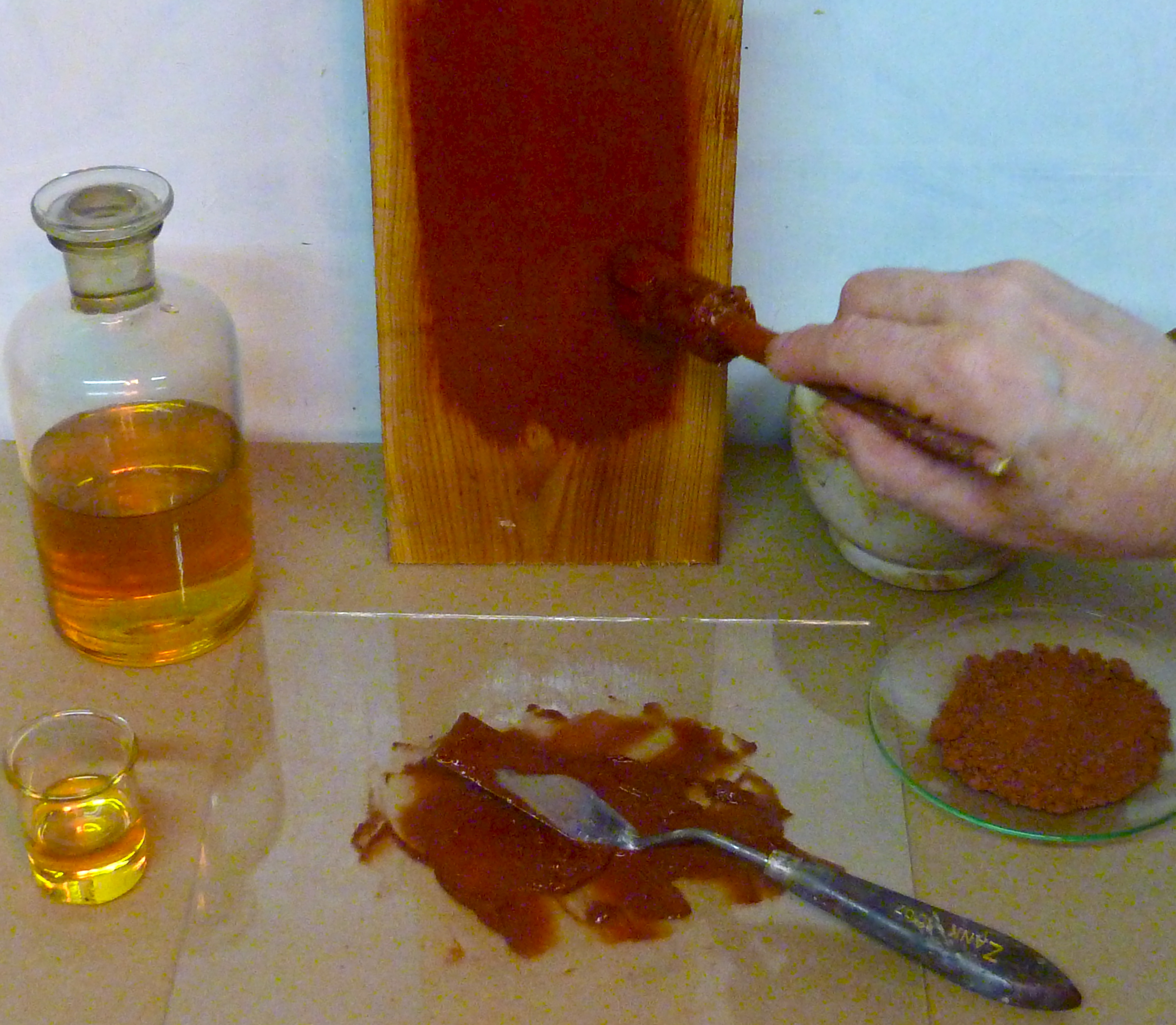

건성유(drying oil)는 실온에서 대기 노출 이후 굳혀진 기름이다. 이 기름은 산소 반응에 의한 성분 결합인 화학 과정을 통해 굳혀진다. 유성 페인트나 바니시의 주요 성분이다. 동유, 양귀비씨 기름과 같은 것도 이에 속한다.

## 같이 보기
- 리놀륨
- 바니시